# Scars of Chaos
Scars of Chaos est un groupe de black metal français, originaire de Nantes, en Loire-Atlantique.

## Biographie
Scars of Chaos est formé en 1997 à Saint Herblain sous le nom de Plague. Après près de deux ans passés sous ce nom, à la fin de 1998, le groupe change pour Daemonic Alchemy, avant de l'abandonner à la suite d'incompatibilités de contrat. Après avoir enregistré plusieurs démos et effectué plusieurs concerts, le groupe entre au Drudenhaus Studio en 2002 pour un CD promotionnel de cinq titres, intitulé Promo 2003. Il y retourne l’année suivante, en 2003 pour y enregistrer son premier album intitulé Corpus Satanis. À la suite d'un problème avec le label pour lequel l’album était destiné, le groupe se mit en veille et décide de se séparer. 
En 2004, Scars of Chaos signe son premier album du nom de l'ancienne formation chez Forever Underground Records, sans le guitariste Frost et le second chez Black Square Records. Cet album, intitulé Daemonic Alchemy, est plutôt bien accueilli par la presse spécialisée,,.
En 2005, ils publient un split du nom du collectif Furia Prod. En août 2006, le groupe annonce avoir terminé son deuxième album, Humanitarian War Machine, après le mastering au Finnvox. Ils publient le titre promotionnel A New Era of Light sur leur site officiel. La sortie de l'album est annoncée au deuxième trimestre 2007. Il est publié en mai 2007, et est plutôt bien accueilli par la presse spécialisée,,.
Le groupe ne montrera plus signe de vie après la sortie de l'album.

## Membres

### Derniers membres
- Sardius — basse
- Angelus — clavier
- Horde — batterie
- DarkOne — guitare
- Evil Tongue — chant

### Ancien membre
- Hestaer — guitare

## Discographie

### Démos
- 1999 : Darker than Night
- 1999 : Daemonic Alchemy
- 2000 : Night Vision
- 2001 : Scriptures from a Black Prophecy, Ahead Await Dark Ages
- 2003 : Promo 2003